# 北九州市立戸畑中央小学校
北九州市立戸畑中央小学校（きたきゅうしゅうしりつ とばたちゅうおうしょうがっこう）は、福岡県北九州市戸畑区新池2丁目にある市立小学校。

## 沿革
- 1874年8月1日 - 戸畑村の民家を借りて『鳥籏下等学校』の校名で開校[1][2]
- 1876年 - 浄土真宗照養寺の境内に校舎を建設
- 2001年 - 浅生小学校と戸畑小学校が統合して開校
- 2003年 - 旧戸畑小学校・旧戸畑中学校の跡地に校舎が建設される
- 2004年 - 国際交流会を行いアフリカの方と交流
- 2010年 - 創立10周年記念式典を挙行
- 2020年 - 創立20周年記念フェスタを挙行

（戸畑中央小学校沿革史より）